# Karačajsko-Čerkesko

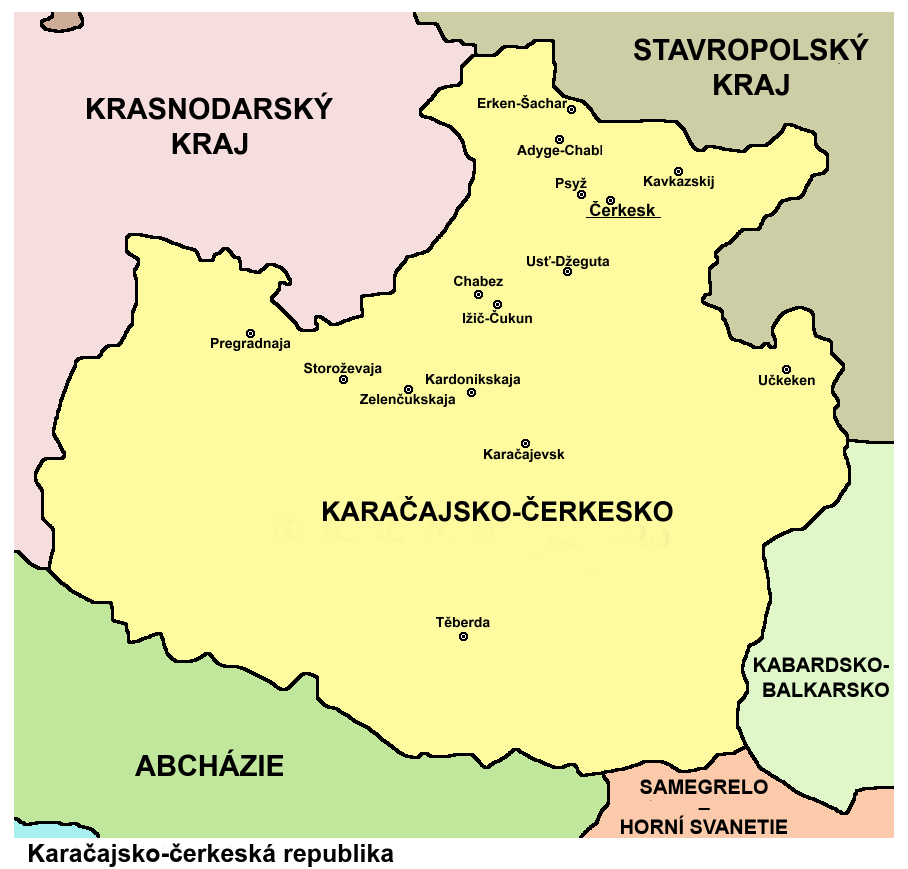
Mapa Karačajsko-Čerkeska

Karačajsko-Čerkesko, plným názvem Karačajsko-čerkeská republika, je republika Ruské federace. Nachází se na severních svazích Velkého Kavkazu. Na severu sousedí se Stavropolským krajem, na východě s Kabardsko-Balkarskem, na jihu sousedí s Gruzií a na západě s Krasnodarským krajem. Její rozloha je 14 100 km², počet obyvatel je přibližně 468 tisíc. Hlavním městem je Čerkesk se 116 244 obyvateli.

## Historie
Název republiky pochází od hlavních etnických skupin, turkických Karačajů (Karačajly, doslova znamená Lidé od Černého potoka) příbuzných Balkarů ze sousední Kabardsko-balkarské republiky, kteří žili v oblasti od 13. století. Naproti tomu kavkazští Čerkesové přišli na toto území až v 19. století. Součástí Ruského impéria byla však tato oblast již od 17. století.
Po vítězství sovětské moci byla roku 1922 zřízena Karačajsko-čerkeská autonomní oblast, která byla roku 1926 rozdělena na Karačajskou AO a Čerkeský národní okruh (od roku 1928 Čerkeskou AO). V letech 1942–1943 bylo území načas okupováno nacistickým Německem a po jeho osvobození byli Karačajové obviněni z kolaborace s Němci a násilně přesídleni do Střední Asie a jejich autonomní oblast byla zrušena. K revizi tohoto aktu došlo roku 1957 a karačajskému obyvatelstvu byl povolen návrat. Současně byla znovu vytvořena Karačajsko-čerkeská autonomní oblast. Po roce 1991 byl statut změněn na autonomní republiku v rámci Ruské federace.

## Symboly

### Vlajka
Karačajsko-čerkeská vlajka je tvořena listem o poměru stran 1:2 se třemi vodorovnými pruhy: (světle)modrým, zeleným a červeným. Uprostřed, v zeleném pruhu, je umístěn úzký bílý prstenec (o průměru ⅓ šířky vlajky), v něm modré kruhové pole s bílou siluetou hory, za níž vychází žluté slunce se 16 paprsky – šest je úzkých a mezi nimi 5 zdvojených a širších.

## Obyvatelé

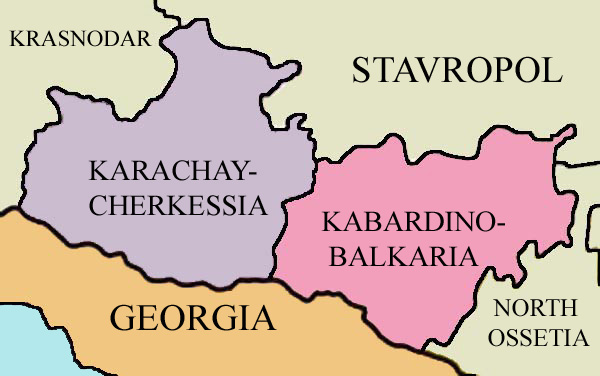
Poloha Karačajsko-Čerkeska

Podle sčítání obyvatel z roku 2002 žijí v Karačajsko-čerkeské republice následující národnosti: Karačajové s 38,5 % populace republiky, následují Rusové (33,6 %) a Čerkesové (11,3 %). Největší národnostní menšinou jsou Abazinci (7,4 %).
Úředními jazyky jsou: ruština, karačajsko-balkarština, kabardijanština, abazština a nogajština.
V roce 1987 žili v oblasti kromě Karačajů, Čerkesů, Rusů a Abazinců ještě Nogajci, Oseti a Řekové.

## Politika
Hlavou státu je karačajsko-čerkeský prezident. Od roku 2007 je prezidentem Mustafa Azret-Alijevič Batdjejev.
Značným problémem v republice je napětí mezi etnickými skupinami. V květnu 1999 byly v Karačajsko-Čerkesku uskutečněny první svobodné regionální prezidentské volby. Poté, co tyto volby vyhrál Vladimír Semjonov (Karačajec) nad Stanislavem Děrevem (Čerkes) se uskutečnilo několik protestů Děrevových příznivců, kteří obviňovali Semjonova ze falšování výsledků voleb. Soud později potvrdil výsledky voleb i přes protesty tisícovek Děrevových příznivců.

## Ekonomika
Průmysl je nejvíce zastoupen v hlavním městě Čerkesku. Největší význam má chemický a potravinářský průmysl.

## Města
- Čerkesk (hlavní)
- Karačajevsk
- Těberda
- Zelenčuchskaja
- Usť-Džeguta